# El Grand Prix del verano
El Grand Prix del verano és un programa de televisió espanyol consistent en un concurs entre persones de diferents municipis que havien de superar algunes proves i jocs. Fou creat per la productora Europroducciones i dirigit per Francesco Boserman, emés per La Uno de TVE (1995-2005 i 2023-present) presentat per Ramón García Hernando, i els canals de la FORTA (2007-2009) presentat per Bertín Osborne.

## Història
En 1988, TVE va començar a participar en l'espai Jocs sense fronteres al costat de diverses televisions Europees. Els encarregats de presentar aquest format van ser Guillermo Summers, Daniel Vindel e Isabel Gemio. El programa es va mantenir en antena fins a 1992 i uns anys més tard, en 1995, TVE va decidir emetre en el seu lloc un format idèntic sol per a Espanya.
El programa va començar a emetre's el 17 de juliol de l'estiu de l'any 1995, amb el nom de Cuando calienta el Sol i la participació de 4 pobles de menys de 5000 habitants per programa, però el 1996 es va canviar la denominació a Grand Prix i també el model de competició del programa per l'actual, entre 2 pobles per programa. En l'estiu de 2005, després d'11 anys ininterromputs d'emissions, es va emetre la seva última edició en TVE (la número XI).
El 2006, Televisió Espanyola, va pensar que es podria fer una nova etapa del programa, aquesta vegada presentat per Miriam Díaz Aroca, però finalment la cadena i Europroducciones no van arribar a un acord quant al presentador per la ruptura de la relació de TVE amb Ramón García, i es va decidir no emetre cap edició més d'aquest programa.
Després d'aquesta decisió, la productora Europroducciones va decidir vendre el programa a altres cadenes de televisió, interessant-se el grup de televisions autonòmiques FORTA. Finalment, el programa va tornar el 2007 amb Bertín Osborne en la presentació del mateix al costat de Cristina Urgel, i amb el suport predominant de les cadenes Telemadrid (Comunitat de Madrid) i Canal 9 (Comunitat Valenciana), a les quals es van sumar posteriorment Castilla-La Mancha TV, IB3 Televisió, 7 Región de Murcia, Canal Extremadura i una cadena no afiliada a la FORTA, Televisión Castilla y León. Canal Sur 1, la televisió autonòmica d'Andalusia, va decidir no emetre'l finalment a causa de l'alt cost econòmic que suposava la producció del programa.
A l'edició de 2008 se li va sumar la presència de l'artista Natalia Rodríguez en substitució de Cristina Urgel. En 2008 va ser retransmès per Canal Sur en la Comunitat d'Andalusia, al mateix temps que Telemadrid, IB3 Televisió i la Televisión Castilla y León no van emetre el programa.
El 2009 s'apunta Radio Televisión de Castilla y León.
Des de la primera etapa (1995) a l'última fins al moment de la versió local d'Espanya (2009), han participat 328 pobles.
El 2009 es realitza una versió per a la cadena de televisió portuguesa SIC anomenada Todos Gostam do Verão, als mateixos estudis que el programa original. Concursants de Valdepeñas van representar Espanya en un programa especial.
L'any 2010, s'emet Gran Premi xpress, un reescalfat d'escenes seleccionades de les tres últimes edicions del concurs locutat per Fernando Costilla i Paco Bravo, locutors d'Humor Amarillo.